# Hydriomena comstocki
Hydriomena comstocki är en fjärilsart som beskrevs av Mcdunnough 1944. Hydriomena comstocki ingår i släktet Hydriomena och familjen mätare. Inga underarter finns listade i Catalogue of Life.